# Liên kiều
Liên kiều, tên khoa học: Forsythia suspensa, (tiếng Trung: 连翘; bính âm: liánqiào; tiếng Anh: weeping forsythia (forsythia khóc) hoặc golden-bell (mai chuông vàng)) hay đầu xuân là một loài thực vật có hoa trong họ Oleaceae, có nguồn gốc ở châu Á. Đây là một trong 50 loại thảo dược cơ bản được sử dụng trong y học cổ truyền Trung Quốc. Nó chứa lignans Pinoresinol  và phillyrin.
Forsythia Suspensa là một loại cây bụi lớn. Nó có thể được trồng như một loại cây bụi rũ trên bờ suối và có thể được nhận ra bởi những bông hoa màu nhạt của nó, hoặc trồng trong vườn. Đây là một loại cây bụi mùa xuân, với những bông hoa màu vàng. Nó được trồng và đánh giá cao vì sự dẻo dai, bền của nó.

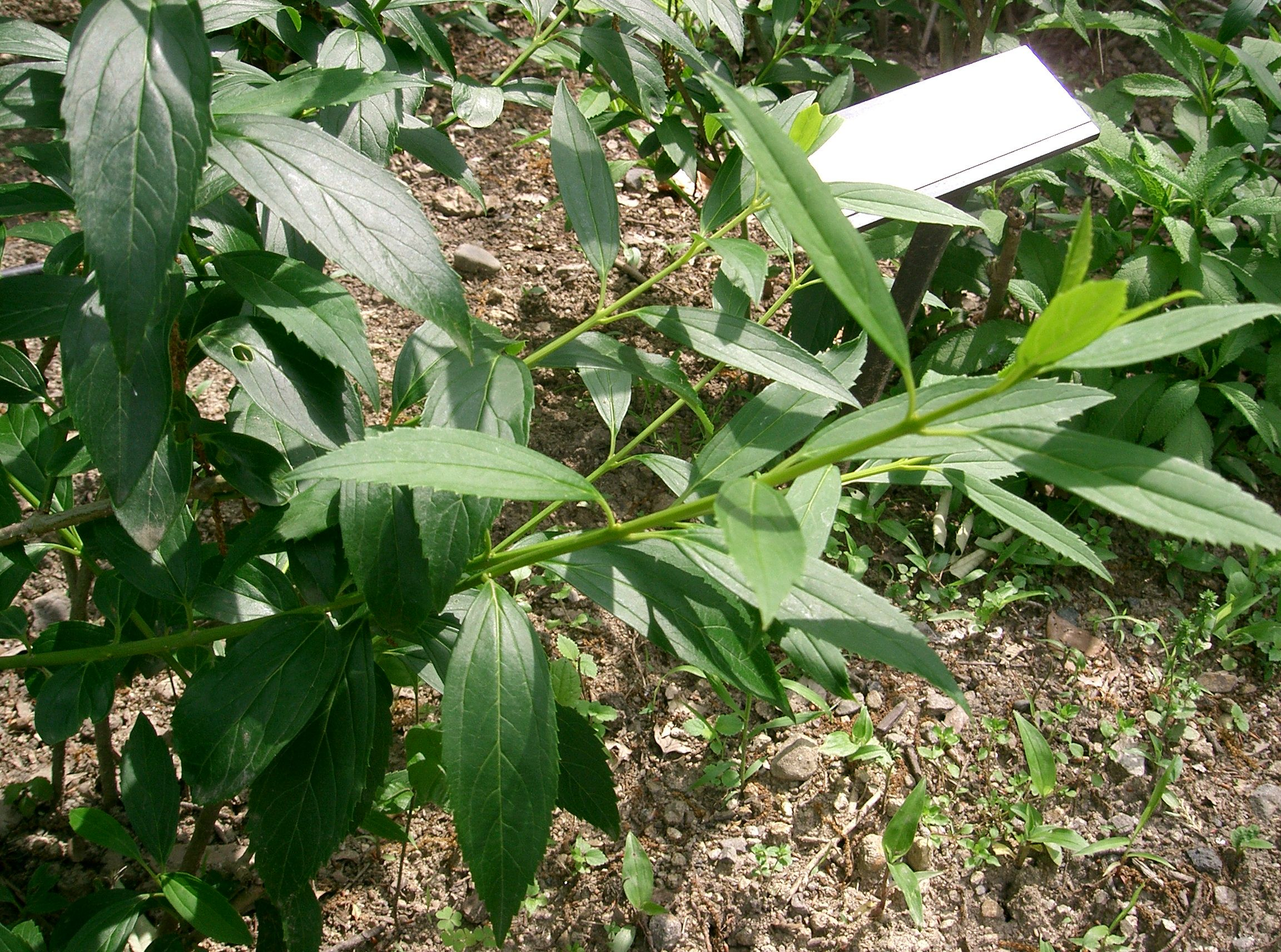
Lá

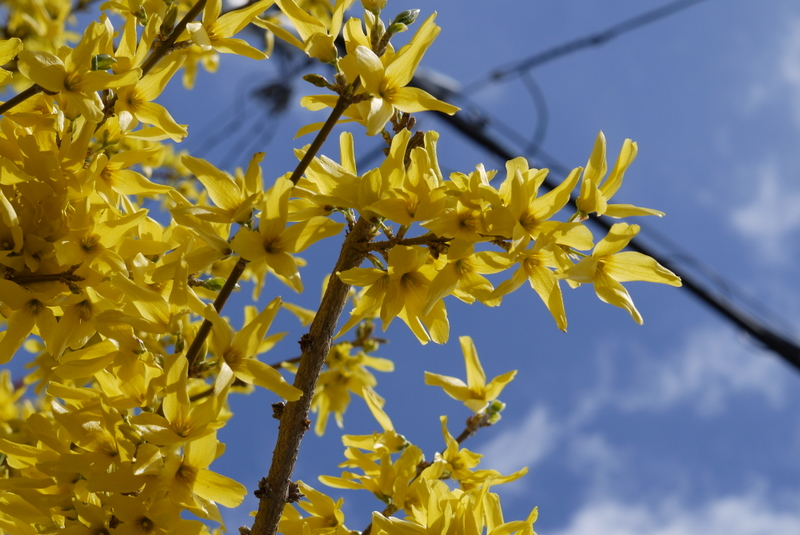

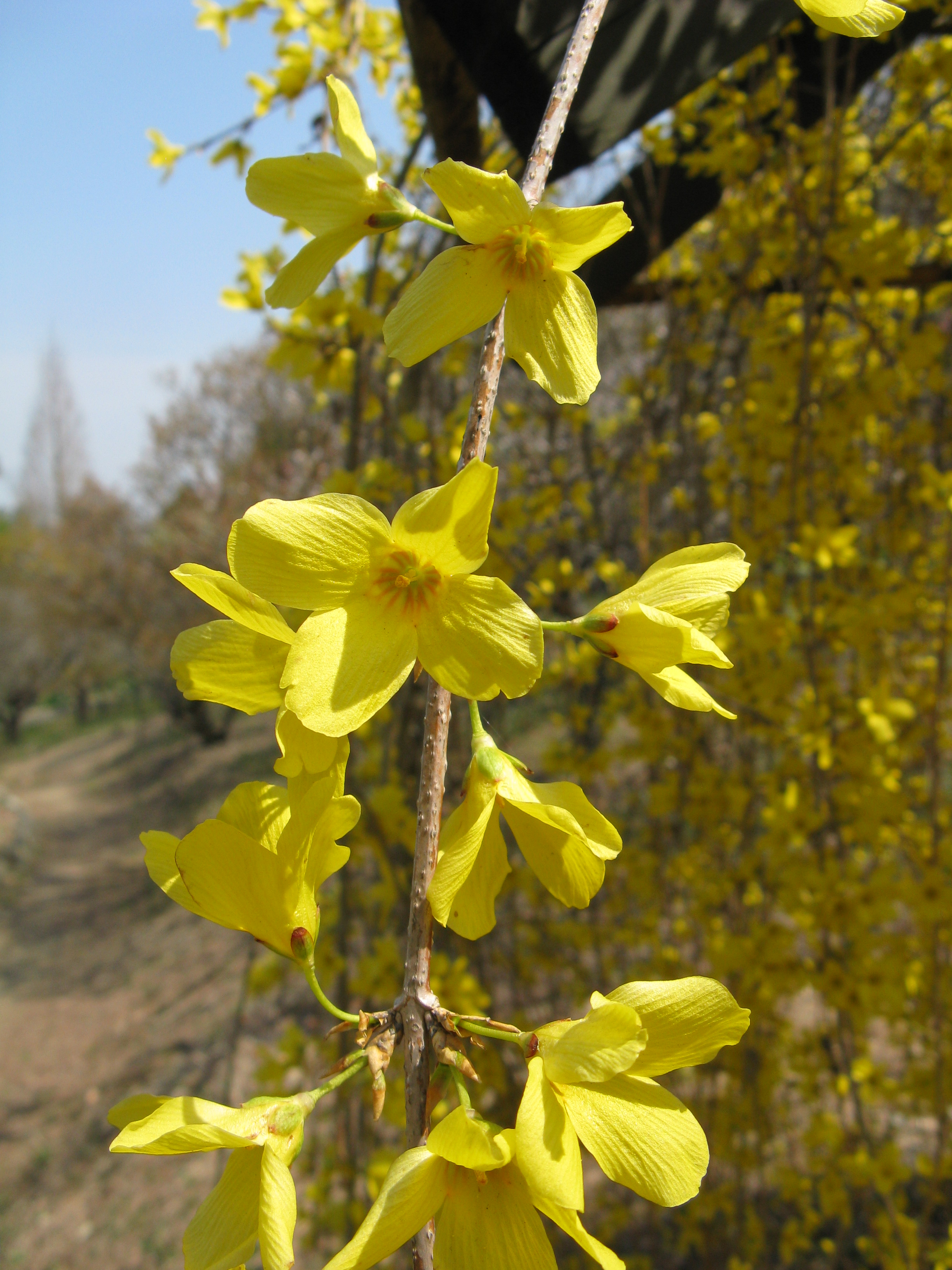
Hoa